# Hipnotyzer (film)
Hipnotyzer (szw. Hypnotisören) – szwedzki film kryminalny z 2012 roku w reżyserii Lasse Hallströma. Adaptacja bestsellerowego kryminału szwedzkiego pisarza Larsa Keplera. W rolach głównych wystąpili Tobias Zilliacus jako komisarz Joona Linna i Mikael Persbrandt jako psychiatra Erik Maria Bark. Zdjęcia kręcono w Sztokholmie.
Obraz został wyselekcjonowany jako oficjalny reprezentant Szwecji do Oscara dla najlepszego filmu międzynarodowego, ale ostatecznie nie zdobył nominacji.

## Fabuła
Sztokholski komisarz Joona Linna prowadzi śledztwo, które dotyczy brutalnego zabójstwa. Jedynym ocalałym członkiem rodziny jest kilkunastoletni chłopak, Josef, który jednak nie może pomóc w śledztwie, bo nic nie pamięta. Komisarz Linna zwraca się o pomoc do niepraktykującego już psychiatry Erika Marii Barka, który przed laty zajmował się hipnozą. Lekarz podejmuje się wyciągnięcia zeznań w ten sposób. Sprawy się komplikują, kiedy syn doktora Barki zostaje porwany. Komisarz Linna podejrzewa, że porwanie jest bezpośrednio związane z prowadzoną przez niego sprawą.

## Obsada
- Tobias Zilliacus jako Joona Linna
- Mikael Persbrandt jako Erik Maria Bark
- Lena Olin jako Simone Bark
- Helena af Sandeberg jako Daniella
- Oscar Pettersson jako Benjamin
- Anna Azcarate jako Lydia
- Jonatan Bökman jako Josef
- Jan Waldekranz jako Shulman
- Eva Melander jako Magdalena
- Göran Thorell jako Stensund
- Gustav Levin jako Carlos
- Tomas Magnusson jako Petter
- Ulf Eklund jako Nålen
- Emma Mehonic jako Evelyn
- Claes Hartelius jako Evert Braun